# Metsatöll
Metsatöll è un gruppo folk metal estone fondato a Tallinn ed attivo dal 1998. Il termine Metsatöll è una parola dell'antico estone e significa lupo. I Metsatöll si ispirano per i loro testi alle antiche tematiche della cultura pagana estone e della mitologia finnica, e molti degli strumenti utilizzati per le loro canzoni sono quelli tipici della tradizione e della cultura popolare estone. I testi stessi sono scritti in estone, e molto del loro materiale è basato sulle guerre di indipendenza del XIII e XIV secolo.

## Membri
- Markus "Rabapagan" Teeäär — voce, chitarra
- Lauri "Varulven" Õunapuu — voce, chitarra, flauti, torupill (cornamusa estone), kannel e altri strumenti della tradizione
- KuriRaivo — basso, voce
- Tõnis Noevere — percussioni e voce

### Ex-membri
- Silver "Factor" Rattasepp — percussioni (1998–2004)
- Andrus Tins — basso (1998–2000)
- Marko Atso — percussioni e voce (2004–2017)

## Discografia
Album in studio
- 2004 - Hiiekoda

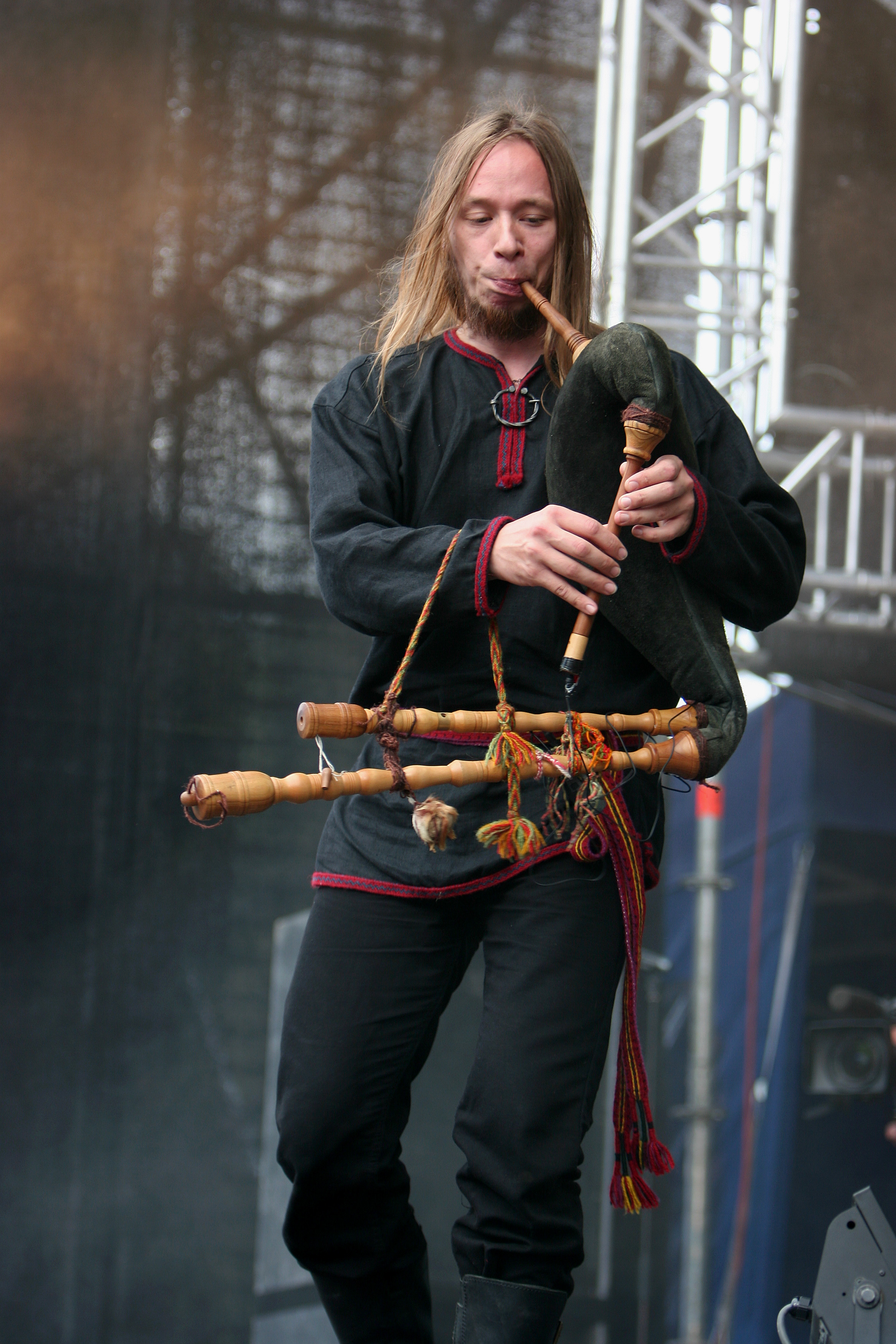
Lauri "Varulven" Õunapuu al torupill

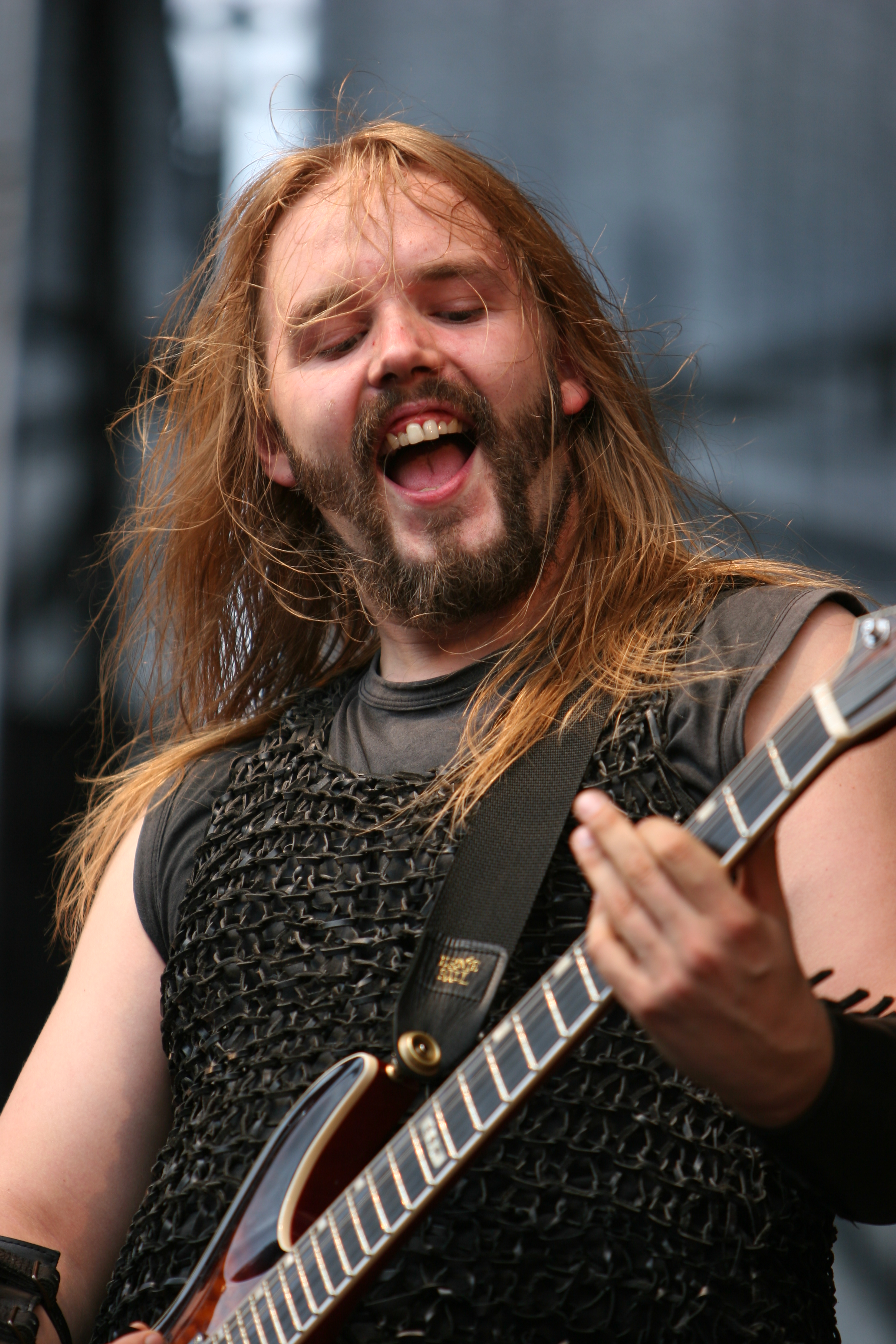
Markus "Rabapagan" Teeäär

- 2005 - Terast Mis Hangund Me Hinge 10218
- 2008 - Iivakivi
- 2010 - Äio
- 2011 - Ulg
- 2014 - Karjajuht
- 2019 - Katk Kutsariks

Album dal vivo
- 2007 - Curse Upon Iron
- 2012 - Tuska

Singoli
- 2002 - Hundi Loomine
- 2004 - Ussisõnad
- 2008 - Veelind
- 2008 - Merehunt
- 2011 - Kivine maa
- 2013 - Lööme mesti
- 2014 - Tõrrede kõhtudes

EP
- 2006 - Sutekskäija
- 2008 - Veelind
- 2016 - Pummelung

Demo
- 1999 - Terast Mis Hangund Me Hinge

## DVD
- 2006 - Lahinguväljal näeme, raisk!
- 2006 - Raua needmine